# 加糖練乳

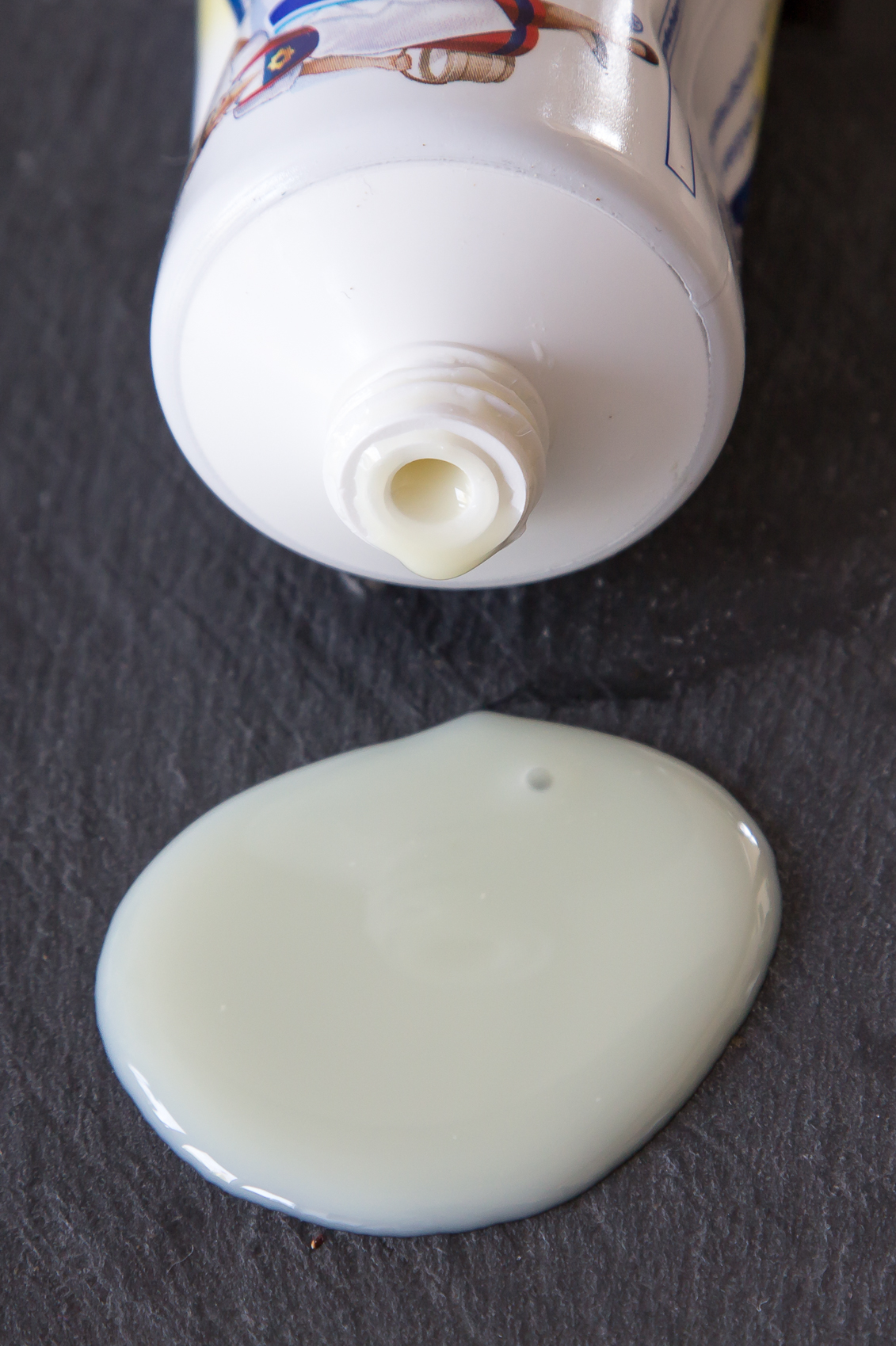
加糖練乳

加糖練乳（かとうれんにゅう）とは、牛乳に糖分を加えて濃縮させた、粘度の高い液状の食品である。日本においては英語に由来するコンデンスミルクの名で一般に呼ばれている。糖分を加えていないものは無糖練乳と呼ばれるが、単に練乳（れんにゅう）と呼ぶ場合はこちらの加糖練乳を指すことが多い。

## 名称・表記
英語のcondensed milk（直訳的には「凝縮された牛乳」）は濃縮乳全般を指す概念である。日本では「コンデンスミルク」が加糖全脂練乳の通称として用いられており、砂糖を加えないで精製した無糖練乳（エバミルク、英: evaporated milk に由来）とは区別されている。
英語のcondensedは /kəndénst/ と発音し、カナ転記としては「コンデンストミルク」表記が近いが、「コンデンスドミルク」とも表記される。「コンデンスミルク」という表記は1872年（明治5年）の『新聞雑誌』記事に用例が見られる。
なお漢字表記する場合、「加熱精製した乳」という意味を含む「煉乳」が本来の用字であるが、「煉」が常用漢字に含まれていないことから、法令では「れん乳」、新聞等では「練乳」と書かれる。

## 概要
成分は乳等省令で「乳脂肪分8%以上・乳固形分28%以上・全ての糖分58%以下」（加糖れん乳）と定義されており、一般的な製法は、原料の牛乳に砂糖を加えて煮詰め、液体に光沢が現れたら加熱を止めて冷却し、しばらく寝かせた後に缶やチューブに詰める。
牛乳に砂糖を加えるのは、甘みをつけるのが第一の目的ではなく、液体化したショ糖を濃厚にすることで細菌の繁殖を防ぎ、保存性を高めるためであり、ショ糖が結晶せず乳糖が最小限の結晶となる限度まで加えられている。これは容器への充填後に殺菌するのを省くことを図ったものである。この製法は1835年にイギリスのニュートンが考案したのち、1856年にアメリカのゲイル・ボーデンが工業化に成功し製品として売り出した。最近の製品は加熱殺菌して出荷されている。

## 用途
加糖れん乳は、当初は新鮮な牛乳を得にくい場所で、湯で薄めて飲用にしたり、コーヒーや紅茶などに加えて飲むために用いられた。現在も、ベトナムではコーヒーに加糖れん乳を入れて飲むのが一般的で、この飲用法は日本でもベトナムコーヒーとして知られつつある。日本では一部のコーヒー飲料にも使われていて、マックスコーヒーに代表されるような濃厚な甘みとミルク感を持つコーヒー飲料を作り出したりしている。また、香港では香港式ミルクティーの一種の「茶走」（チャーザウ）や鴛鴦茶の一種の「鴦走」（ヨンザウ）として紅茶などに用いられている。オーストラリアやニュージーランドなど、個人携行用の戦闘糧食にチューブ入りの加糖れん乳が含まれている国がある。
現在の日本では、飲用よりもイチゴやかき氷にかける、パンに塗る、菓子やアイスクリームを作る時の材料として用いるなどの用途が多い。
一時期、母乳が得られない時に育児用に用いられたこともあるが、乳児が分解しづらいショ糖や乳脂肪が多く含まれ、逆に核酸などの不可欠な成分が不足するため、専用の育児用粉ミルクが開発された現在では避けられている。

## 加糖れん乳にまつわる話
- 脱脂乳を使った加糖脱脂れん乳も製造されている。
- 加糖れん乳にカルシウムを加えて薄く板状に固形化した菓子があり、「ミルクケーキ」という商品名をつけられている事が多い。
- ミルクジャムという名称の商品もあるが、多くは糖分によって少しキャラメル風味を持たせた加糖れん乳である。
- 加糖れん乳の缶詰を数時間茹でることで糖分がメイラード反応を起こしドゥルセ・デ・レチェとなる。中南米でよく作られる。
- アイスクリームのブランド「レディーボーデン」（2018年現在、日本ではロッテが生産・販売している）の名は、加糖れん乳を工業化したゲイル・ボーデンに由来する。もともとは米国のボーデン社の商標で、ボーデン社はゲイル・ボーデンが興した企業をルーツとする。
- 日本の乳業史においても、加糖れん乳の生産は大きな役割を果たした。牛乳を保存のきく商品にする加糖れん乳の生産は、産業化・企業化の出発点となったためである。森永乳業は「日本煉乳」として創立された企業で、昭和戦前期には「森永煉乳」と称していた。また、明治乳業（現・明治）のルーツも「房総煉乳」や「極東煉乳」といった企業に求められる。
- 沖縄県では「ワシミルク」ともいわれる。これは米軍統治時代から親しまれてきたイーグルブランド（Eagle Brand、ゲイル・ボーデンが創始したブランド）の缶デザインに由来する。
- 第二次世界大戦中の日本では、天皇・皇后から救護施設や託児所等への下賜品に加糖練乳が用いられることがあった（1942年8月8日）[7]。

## 製造者

### 日本
- 森永乳業
- 雪印メグミルク
- 明治（旧・明治乳業）
- 北海道乳業
- 筑波乳業（ツクバ）

### 日本以外
- ネスレ（イーグル）
- ビナミルク（ベトナム）